# Монтгомері (Мічиган)
Монтгомері (англ. Montgomery) — селище (англ. village) в США, в окрузі Гіллсдейл штату Мічиган. Населення — 322 особи (2020).

## Географія
Монтгомері розташоване за координатами 41°46′34″ пн. ш. 84°48′32″ зх. д. / 41.77611° пн. ш. 84.80889° зх. д. (41.776041, -84.808997).  За даними Бюро перепису населення США в 2010 році селище мало площу 2,60 км², з яких 2,59 км² — суходіл та 0,01 км² — водойми.

## Демографія
Згідно з переписом 2010 року, у селищі мешкали 342 особи в 126 домогосподарствах у складі 79 родин. Густота населення становила 132 особи/км².  Було 146 помешкань (56/км²).
Расовий склад населення:
| - 98,0 % — білих - 0,6 % — азіатів - 0,3 % — корінних американців |

До двох чи більше рас належало 1,2 %. Частка іспаномовних становила 2,0 % від усіх жителів.
За віковим діапазоном населення розподілялося таким чином: 30,1 % — особи молодші 18 років, 52,6 % — особи у віці 18—64 років, 17,3 % — особи у віці 65 років та старші. Медіана віку мешканця становила 35,7 року. На 100 осіб жіночої статі у селищі припадало 111,1 чоловіків;  на 100 жінок у віці від 18 років та старших — 107,8 чоловіків також старших 18 років.
Середній дохід на одне домашнє господарство  становив 31 333 долари США (медіана — 28 250), а середній дохід на одну сім'ю — 29 664 долари (медіана — 29 750). Медіана доходів становила 23 125 доларів для чоловіків та 28 125 доларів для жінок. За межею бідності перебувало 26,7 % осіб, у тому числі 35,7 % дітей у віці до 18 років та 11,3 % осіб у віці 65 років та старших.
Цивільне працевлаштоване населення становило 102 особи. Основні галузі зайнятості: виробництво — 35,3 %, роздрібна торгівля — 27,5 %, освіта, охорона здоров'я та соціальна допомога — 7,8 %, транспорт — 6,9 %.